# Algesklobb
Algesklobb är en holme på Åland (Finland). Den ligger i Skärgårdshavet och i kommunen Kumlinge i landskapet Åland, i den sydvästra delen av landet. Ön ligger omkring 57 kilometer nordöst om Mariehamn och omkring 230 kilometer väster om Helsingfors.
Öns area är 4 hektar och dess största längd är 380 meter i nord-sydlig riktning.
Algesklobb har Lillappo i öster, Enklinge i sydväst, Måsören i väster och Börsskär i nordväst. I söder ligger Österöfjärden.
Algesklobb är relativt höglänt, högsta punkten är 15 meter över havet. Den består huvudsakligen av kala klipphällar med gräs och ljung och enstaka låga lövträd.
Algesklobb är obebyggd. Närmaste bebyggelse ligger på Börsskär cirka 1,5 km åt nordväst.